# Supercoppa italiana 2017 (beach soccer)
La Supercoppa italiana 2017 si è disputata il 3 agosto 2017 a San Benedetto del Tronto. È stata la quattordicesima edizione di questo trofeo ed è stata vinta dalla Sambenedettese per la terza volta.

## Tabellino
| Arbitro: | Sicurella, Sannino (ITA) |

|                                                       |           |                                                                   |
| Leo 11pt’, Marinai 1st’, 4st’, Ozu 8st’, Valenti 5tt’ | Marcatori | 2pt’ Eudin, 3pt’ Palma, 1st’, 12tt’, 2et’ Lucas, 12tt’ Bruno Novo |